# Penny a sedm bílých tlapek
Penny a sedm bílých tlapek je populární knižní série zejména pro dívky od deseti let věku, kterou napsal rakouský spisovatel Thomas Brezina. Vypráví o čtrnáctileté dívce, která vlastní dva psy (bernského salašnického psa Robina a fenku plemena lhasa apso Milli), která statečně zachraňuje všechna zvířata, která se ocitla v nebezpečí.

## Seznam knih
1. Psí život
2. Vichr nesmí zemřít!
3. Svobodu pro Flippera
4. Nechejte medvěda žít!
5. Robin na stopě
6. Zachraňte poníky!
7. Nechte nás žít!
8. Rozruch na farmě
9. Orel útočí
10. Záchrana v poslední chvíli
11. Zázraky se dějí
12. Kdo se přitulí?
13. Raněné jehně
14. Střetnutí s velrybou
15. Boj o Rossie
16. Hříbátko přichází na svět
17. Tulení mládě Ronny